# Otto Studer
Otto Studer (* 1894; † 1989) war ein Schweizer Musikpädagoge und Freiwirtschafter.
Zusammen mit Werner Zimmermann und Paul Enz war Studer 1933 Mitbegründer des Wirtschaftsrings WIR.
Studer schrieb die Musik zum Leuenbergspiel mit dem Text des Architekten Hans Bernoulli, das erstmals am Bundestag des Schweizer Freiwirtschaftsbundes am 12. Mai 1934 aufgeführt worden ist.

## Veröffentlichungen
- Verwirklichung einer ausbeutungsfreien Wirtschaftsordnung, Zürich 1979.
- Musikalisches Bilderbuch, 1933. Das Heft enthält 85 Notenbeispiele, die mit zahlreichen Mickey-Maus-Vignetten und -Versen versehen sind.

| Personendaten    | Personendaten                                |
| ---------------- | -------------------------------------------- |
| NAME             | Studer, Otto                                 |
| KURZBESCHREIBUNG | Schweizer Musikpädagoge und Freiwirtschafter |
| GEBURTSDATUM     | 1894                                         |
| STERBEDATUM      | 1989                                         |